# Palazzo Accardo
Il Palazzo Accardo è un edificio storico di Cagliari in Italia.

## Storia
Il palazzo venne eretto tra il 1899 e il 1901 secondo il progetto dell'architetto Dionigi Scano.

## Descrizione
L'edificio, che occupa un lotto d'angolo tra il largo Carlo Felice e la via Francesco Crispi, presenta uno stile eclettico. Nella sua costruzione sono stati impiegati materiali differenti come pietra, cemento e cotto.
Le aperture del piano terra sono contraddistinte da volte allineate alle finestre dei tre piani sovrastanti, ciascuno riccamente decorato e con balconi in parte sporgenti, in parte a filo delle facciate. Quest'ultime sono caratterizzate da lesene a fasce con capitello ionico. La fascia decorativa in cotto posizionata al di sotto del cornicione sporgente presenta elaborate decorazioni, quali ovoli, dentelli e figure femminili.